# ميسكيتا (ميناس جيرايس)
ميسكيتا، ميناس جيرايس بلدية في ولاية ميناس جيرايس في المنطقة الجنوبية الشرقية من البرازيل.